# Setyana Mapasa

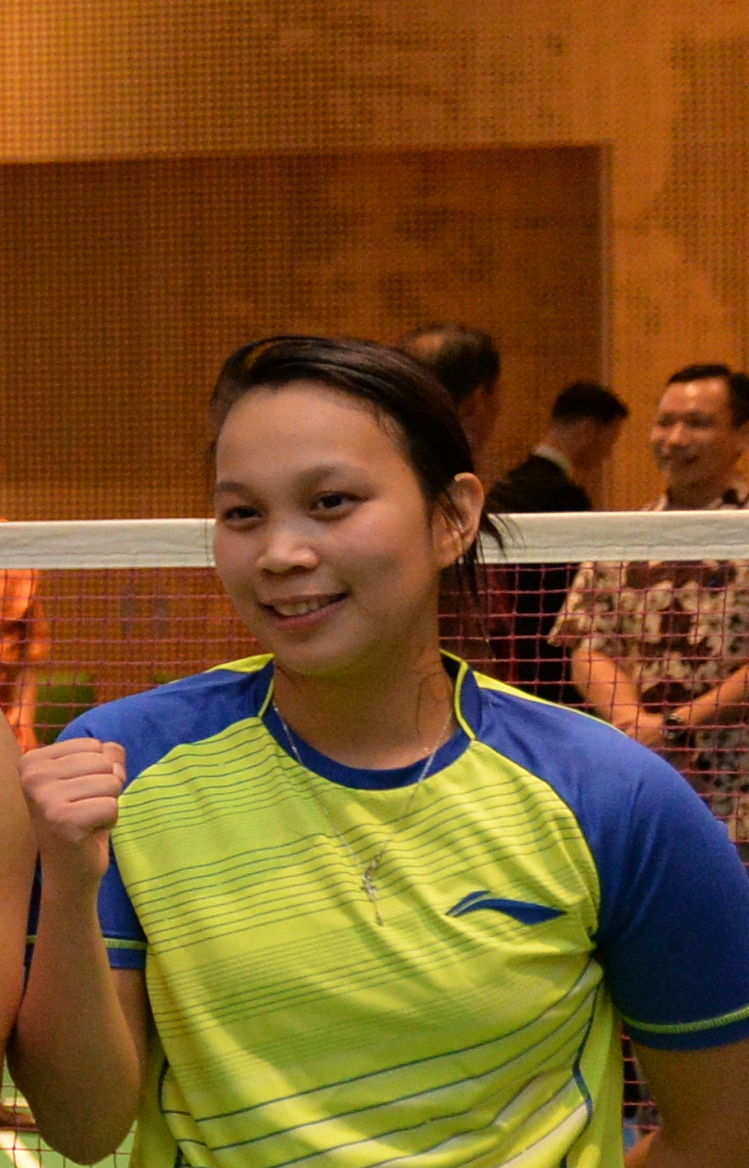
Setyana Mapasa, 2016

Setyana Daniella Florensia Mapasa (* 15. August 1995 in Kawangkoan) ist eine australische Badmintonspielerin indonesischer Herkunft.

## Karriere
Setyana Mapasa gewann 2014 die Sydney International, 2015 die Waikato International, die Auckland International und die Norwegian International. 2016 siegte sie bei den Canadian Open und den Dutch Open. 2021 qualifizierte sie sich für die Olympischen Sommerspiele des gleichen Jahres.

## Sportliche Erfolge
| Saison | Veranstaltung                           | Disziplin | Platz | Name                                  |
| ------ | --------------------------------------- | --------- | ----- | ------------------------------------- |
| 2012   | Indonesia Junior International 2012     | WS        | 1     | Setyana Mapasa                        |
| 2014   | Sydney International 2014               | XD        | 1     | Sawan Serasinghe / Setyana Mapasa     |
| 2015   | Waikato International 2015              | XD        | 1     | Sawan Serasinghe / Setyana Mapasa     |
| 2015   | Sydney International 2015               | WD        | 2     | Setyana Mapasa / Gronya Somerville    |
| 2015   | Sydney International 2015               | XD        | 3     | Sawan Serasinghe / Setyana Mapasa     |
| 2015   | Welsh International 2015                | XD        | 3     | Sawan Serasinghe / Setyana Mapasa     |
| 2015   | Auckland International 2015             | WD        | 1     | Setyana Mapasa / Gronya Somerville    |
| 2015   | Waikato International 2015              | WD        | 1     | Setyana Mapasa / Gronya Somerville    |
| 2015   | Norwegian International 2015            | WD        | 1     | Setyana Mapasa / Gronya Somerville    |
| 2015   | Norwegian International 2015            | XD        | 1     | Sawan Serasinghe / Setyana Mapasa     |
| 2015   | Victoria International 2015             | WD        | 1     | Setyana Mapasa / Gronya Somerville    |
| 2016   | Tahiti International 2016               | WD        | 3     | Setyana Mapasa / Gronya Somerville    |
| 2016   | Dutch Open 2016                         | WD        | 1     | Setyana Mapasa / Gronya Somerville    |
| 2016   | Canadian Open 2016                      | WD        | 1     | Setyana Mapasa / Gronya Somerville    |
| 2016   | Canadian Open 2016                      | XD        | 3     | Sawan Serasinghe / Setyana Mapasa     |
| 2016   | Australische Meisterschaft 2016         | XD        | 1     | Sawan Serasinghe / Setyana Mapasa     |
| 2016   | Australische Meisterschaft 2016         | WD        | 1     | Setyana Mapasa / Gronya Somerville    |
| 2016   | Dutch Open 2016                         | WD        | 1     | Setyana Mapasa / Gronya Somerville    |
| 2017   | Australische Meisterschaft 2017         | WD        | 1     | Setyana Mapasa / Gronya Somerville    |
| 2017   | Australische Meisterschaft 2017         | XD        | 1     | Sawan Serasinghe / Setyana Mapasa     |
| 2017   | Ozeanienmeisterschaft 2017              | XD        | 1     | Sawan Serasinghe / Setyana Mapasa     |
| 2017   | Juniorenweltmeisterschaft 2017          | XD        | 33    | Sawan Serasinghe / Setyana Mapasa     |
| 2017   | Juniorenweltmeisterschaft 2017          | WD        | 33    | Setyana Mapasa / Gronya Somerville    |
| 2017   | Nouméa New Caledonia International 2017 | WD        | 1     | Setyana Mapasa / Gronya Somerville    |
| 2017   | Nouméa New Caledonia International 2017 | XD        | 1     | Sawan Serasinghe / Setyana Mapasa     |
| 2017   | Ozeanienmeisterschaft 2017              | WD        | 1     | Gronya Somerville / Setyana Mapasa    |
| 2018   | Ozeanienmeisterschaft 2018              | XD        | 1     | Sawan Serasinghe / Setyana Mapasa     |
| 2018   | All England 2018                        | WD        | 17    | Setyana Mapasa / Gronya Somerville    |
| 2018   | Ozeanienmeisterschaft 2018              | WD        | 1     | Gronya Somerville / Setyana Mapasa    |
| 2019   | Waikato International 2019              | WD        | 3     | Setyana Mapasa / Gronya Somerville    |
| 2019   | Ozeanienmeisterschaft 2019              | XD        | 3     | Tang Huaidong / Setyana Mapasa        |
| 2019   | Australische Meisterschaft 2019         | WD        | 1     | Setyana Mapasa / Gronya Somerville    |
| 2019   | Ozeanienmeisterschaft 2019              | WD        | 1     | Setyana Mapasa / Gronya Somerville    |
| 2024   | Australische Meisterschaft 2024         | WD        | 1     | Setyana Mapasa / Angela Yu            |
| 2024   | Australische Meisterschaft 2024         | XD        | 1     | Setyana Mapasa / Rizky Hidayat Ismail |